# Botryon tuberculatus
Botryon tuberculatus är en havsanemonart som beskrevs av Oscar Henrik Carlgren och Hedgpeth 1952. Botryon tuberculatus ingår i släktet Botryon och familjen Sagartiidae. Inga underarter finns listade i Catalogue of Life.